# Němčice (okres Domažlice)
Němčice (německy Nemtschitz) jsou obec v okrese Domažlice v Plzeňském kraji. Žije v ní 134 obyvatel.

## Historie

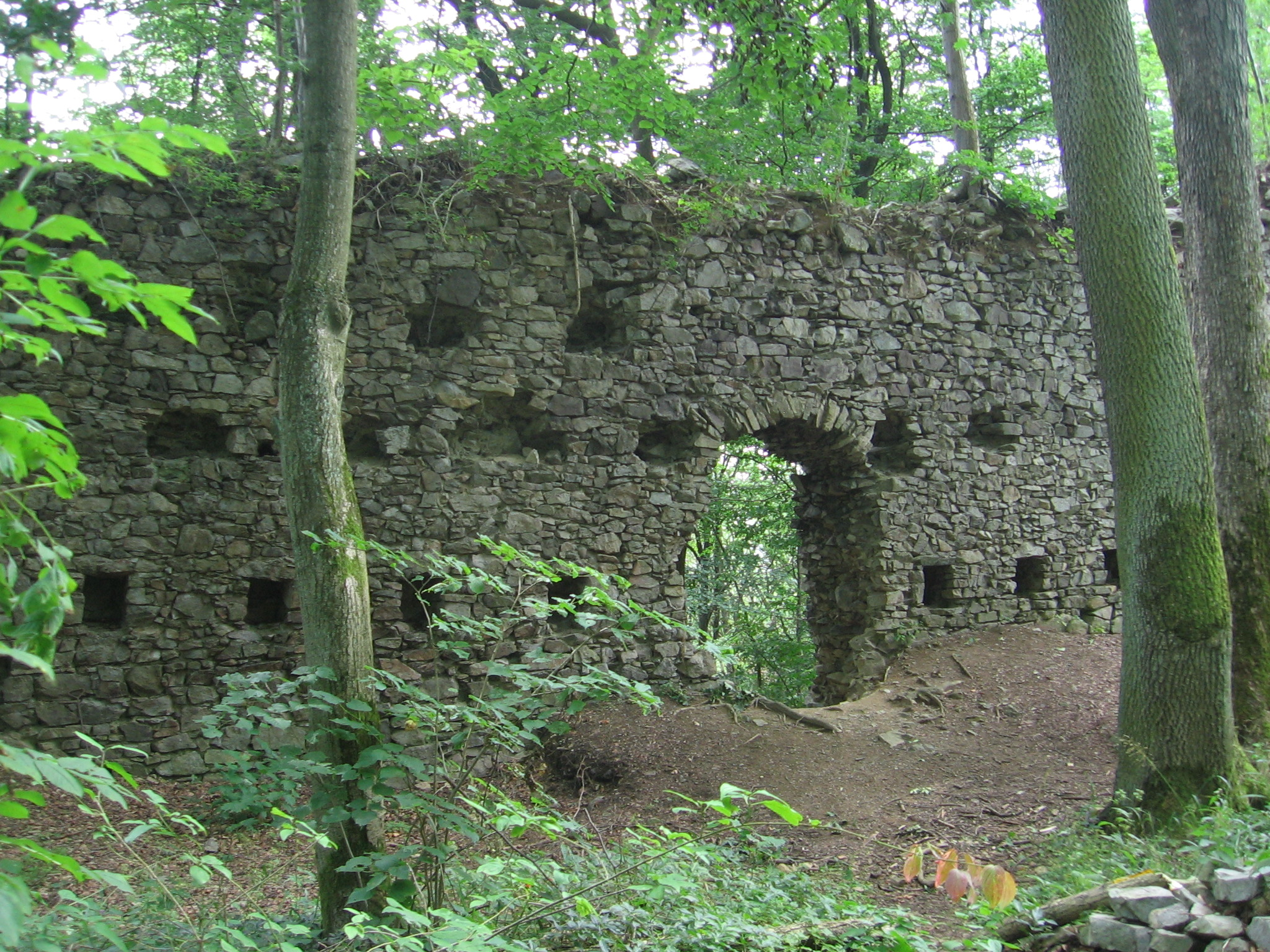
Nový Hernštejn u Němčic

### Herštýn
První písemná zmínka o vesnici pochází z roku 1379 v souvislosti s hradem a panstvím Herštýn. Tato raně gotická stavba panského sídla pochází z konce 13. století. Jako rok založení se udává rok 1272.
Prvním držitelem Herštýna byl v roce 1349 Břeněk z Herštýna, který byl ve službách olomouckého biskupa Jana. Olomoucký biskup byl od roku 1355 patronem kostela ve dvoukilometrové vzdálené vsi Úboč. Za stavebníka hradu lze s velkou pravděpodobností považovat jeho příbuzného Buška II. z Velhartic, který byl synem společníka krále Karla IV., Buška I. z Velhartic. Dalším majitelem Herštýna byl Ježek z Velhartic, který se v letech 1360–1367 stal maršálkem královského dvora. Po jeho smrti spravovala panství Herštýn od roku 1369 vdova Ofka s nezletilým synem Janem, který se stal majitelem v roce 1385. Jan měl čtyři syny: Záviše, Arnošta, Viléma a Půtu. Půtovi patřil Herštýn až do roku 1465. Dalším vlastníkem byl Půtův syn Jan Herštýnský z Velhartic. Ten se v roce 1472 zapletl do sporů proti Albrechtovi, knížeti bavorskému. Oboustranná nenávist sílila, až v roce 1475 bavorská vojska Herštýn vypálila a pobořila. Jan Herštýnský vedl dobrodružný život, a proto byl za výpady (pálení, plenění, loupení) sťat za Daliborkou na Hradčanech v Praze.
Později byl hrad Herštýn znovu postaven Zdeňkem Dobrohoštem z tvrze Ronšperk (Poběžovice), který v roce 1510 hrad daroval svému příteli Jiřímu z Kopidlna. Tento rytíř byl však vůdcem loupeživých žoldnéřů. Panstvo, aby učinilo zadost všem ukrutnostem, se spojilo s měšťany a pod vedením rytíře Zdeňka Lva z Rožmitálu byl roku 1513 hrad dobyt. Dalším majitelem Herštýna byl jeden z nejvýznamnějších šlechticů své doby Půta Švihovský z Rýzmberka a po jeho smrti syn Břetislav, který roku 1534 prodal celé panství (ves a mlýn Úboč, ves Němčice, Vlkanov a Košenice) městu Domažlice za 2350 kop grošů. Pak došlo ke konfiskaci císařem Ferdinandem. V roce 1549 koupil Herštýn za 900 kop grošů Šebestián Markvart z Hrádku, který byl královským purkrabím z Karlštejna. V pozdějších letech panství Herštýn vč. Němčic a pustého Vlkanova (vypálen v roce 1534) připadlo české šlechtě Černínů z Chudenic.
Dnes je kolem zříceniny hradu přírodní rezervace (11 ha) smíšeného lesa s převahou buku a se vzácnou jarní květenou (lýkovec, jaterník, dymnivky, sasanka, áron, mařinka, kokořík…).

### Obec
Z roku 1785 pochází záznam o panství chudenického hraběte Jana Rudolfa Černína, jemuž obec patřila. Tehdy bylo evidováno 12 majitelů chalup, 11 dvorů, 1 hospoda, 1 kovárna a 1 obecní pastuška. V roce 1837 žilo v obci 390 obyvatel v 52 domech. Obec vlastnila 78 jiter (45 ha) lesa. Do svazku obce tehdy patřila lesovna a hájovna pod zříceninou hradu Herštýn. Zde žilo 21 obyvatel ve 4 domech. Nejvíce obyvatel žilo v obci v roce 1846: 445 v 52 obytných staveních (100 rodin), z nichž 95 se živilo zemědělstvím a lesními pracemi, zbytek řemeslem. Do první světové války (1914–1918) bylo z Němčic odvedeno 64 mužů, z toho pět padesátiletých. Na útrapy této války doplatilo šest zdejších občanů, jimž byl v roce 1930 na návsi odhalen pomník.

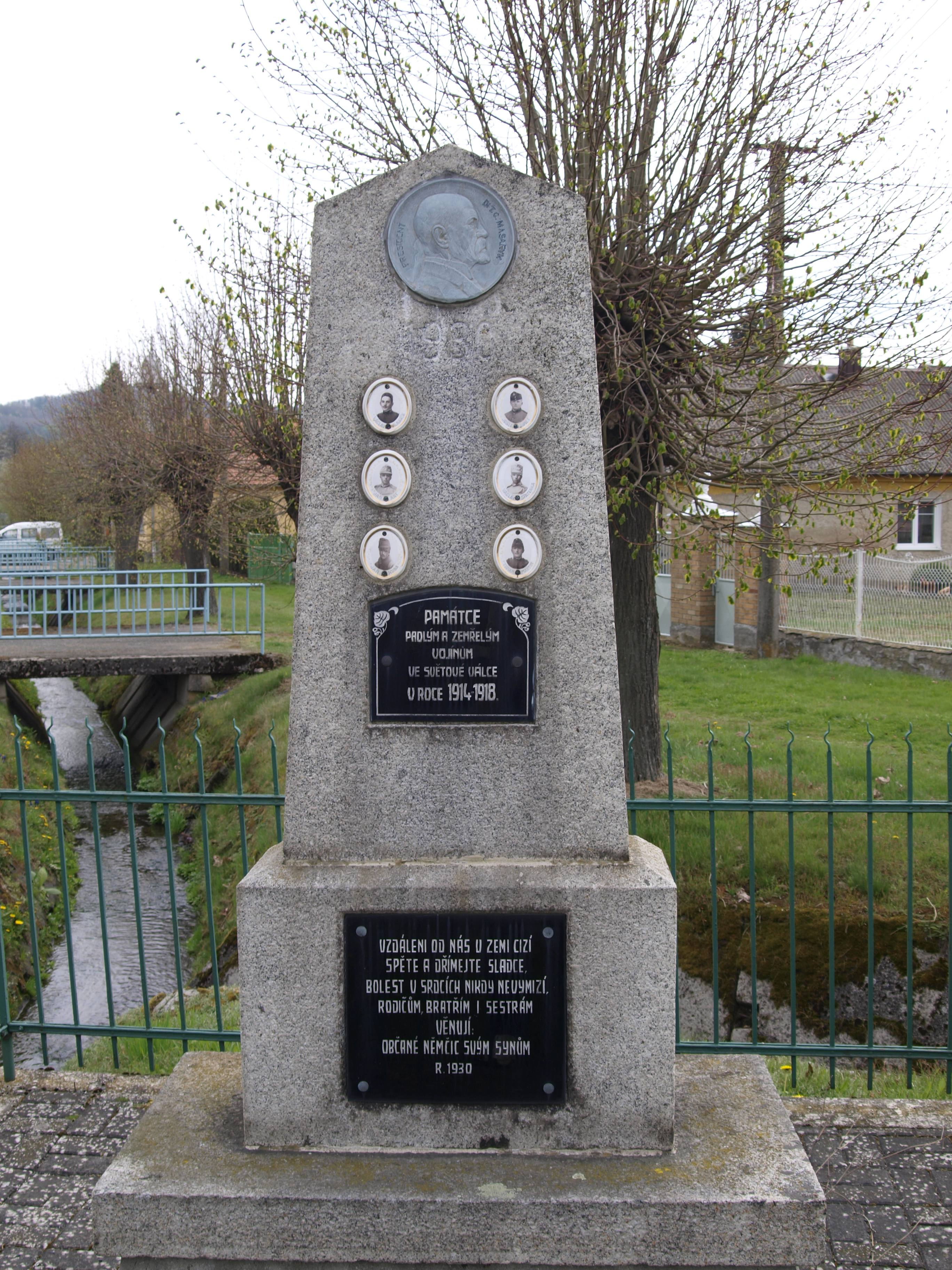
Pomník padlým v první světové válce

V roce 1927 žilo v obci 360 obyvatel. Vlivem osídlení pohraničí v roce 1945 přesídlilo 17 rodin do okresů Domažlice, Klatovy, Cheb a Sokolov. Obec tím ztratila natrvalo 53 obyvatel. Úbytek obyvatel neustále pokračoval – v roce 1970 byl stav 180, v roce 1980 již jen 141. Ke dni 3. červenci 2006 zde žilo 130 obyvatel a k 2. březnu 2011 bylo v obci přihlášeno 131 stálých obyvatel.
Od 17. století patří Němčice farností do Úboče, která měla tehdy dva kostely: svatého Mikuláše (postaven ve 13. století) a svatého Václava (pobořen v roce 1803).

## Obyvatelstvo
| Rok            | 1869 | 1880 | 1890 | 1900 | 1910 | 1921 | 1930 | 1950 | 1961 | 1970 | 1980 | 1991 | 2001 | 2011 | 2021 |
| -------------- | ---- | ---- | ---- | ---- | ---- | ---- | ---- | ---- | ---- | ---- | ---- | ---- | ---- | ---- | ---- |
| Počet obyvatel | 499  | 430  | 373  | 382  | 418  | 423  | 368  | 235  | 229  | 213  | 158  | 122  | 110  | 134  | 130  |
| Počet domů     | 71   | 71   | 78   | 70   | 69   | 74   | 73   | 67   | 60   | 60   | 54   | 58   | 58   | 66   | 68   |

## Obecní správa
Mezi lety 1850–1979 byly Němčice obcí v okrese Domažlice. Od 1. července 1979 do 23. listopadu 1990 patřily jako část městyse ke Kolovči a od 24. listopadu 1990 jsou opět samostatnou obcí.

### Části obce
- Němčice
- Úlíkov

### Obecní symboly
Znak a vlajka byly obci uděleny rozhodnutím předsedkyně Poslanecké sněmovny Parlamentu České republiky dne 27. června 2025.

## Zemědělství
V minulosti byla ves Němčice ryze zemědělská. V roce 1654 byl proveden první soupis (psán česky) veškeré orné selské půdy, soupis obcí osad a jednotlivých jmen s výměrou půdy, což bylo uvedeno v tzv. berní rule. V soupisu však chyběly stavy hospodářského zvířectva. Podle tereziánského katastru hospodařilo ve vsi (patřila tehdy pod statek Ouniowicz) v roce 1713 14 sedláků, kteří obdělávali 386 strychů polí. V roce 1755 bylo již obděláváno 535 strychů polí a výtěžnost luk byla 62 dvouspřežných vozů.
Jednotné zemědělské družstvo v obci vzniklo v roce 1952 s výměrou 325 ha půdy, do roka však většina členů vystoupila. Zůstalo jen malé družstvo s devíti členy a čtyřiceti hektary půdy. Teprve k 1. lednu 1959 se po předběžném složitém přesvědčování, až donucování, znovu vrátili ti, kteří předtím vystoupili. V roce 1960 se změnami v samosprávě došlo i ke sloučení JZD Němčice s JZD Úboč. Sídlo bylo v Úboči a hospodařilo se na výměře 817 ha. Od roku 1980 byl vytvořen jeden velký zemědělský celek se sídlem v Kolovči s celkovou výměrou přes 2000 ha. Z družstva vystoupilo po roce 1989 několik členů, kteří začali soukromě hospodařit.

## Služby

### Hasičský sbor
Z podnětu učitele V. Mráze z Úboče a sedmi místních občanů, kterému předcházelo zakoupení a dodání ruční hasicí stříkačky na koňský pohon (21. prosince 1895), byl dne 12. ledna 1896 založen 1. dobrovolný hasičský sbor v Němčicích u Kdyně. Sbor měl 20 členů. Za dobu trvání zasahoval sbor při sedmnácti požárech, z toho pětkrát v Němčicích. V minulosti sbor pořádal různé slavnosti, jako bylo svěcení nové stříkačky v roce 1898 a v roce 1968. Členové požárního sboru hráli i divadelní představení, a to v roce 1914, 1925, 1931 a 1934. V současné době má sbor 31 členů.

### Vybavenost obce
Mezi nejdůležitější občanskou a technickou vybavenost obce patří vybudování místního vodovodu v délce 1536 metrů v roce 1965. Tomu předcházely jímací práce s výkopy v letech 1946–1949. V roce 1947 byl zřízen místní rozhlas a veřejná telefonní stanice. Elektrifikace celé obce byla provedena v roce 1948, elektrické vedení bylo nově zrenovováno v roce 1981. V roce 2001 byl vystavěn tenisový kurt.

## Pamětihodnosti
Jihozápadně od vesnice se nachází zřícenina hradu Nový Herštejn. Hradní návrší je chráněno jako přírodní rezervace Herštýn. Druhé chráněné území, přírodní památka Hora se nachází na úbočích a stejnojmenného vrcholu.

## Galerie

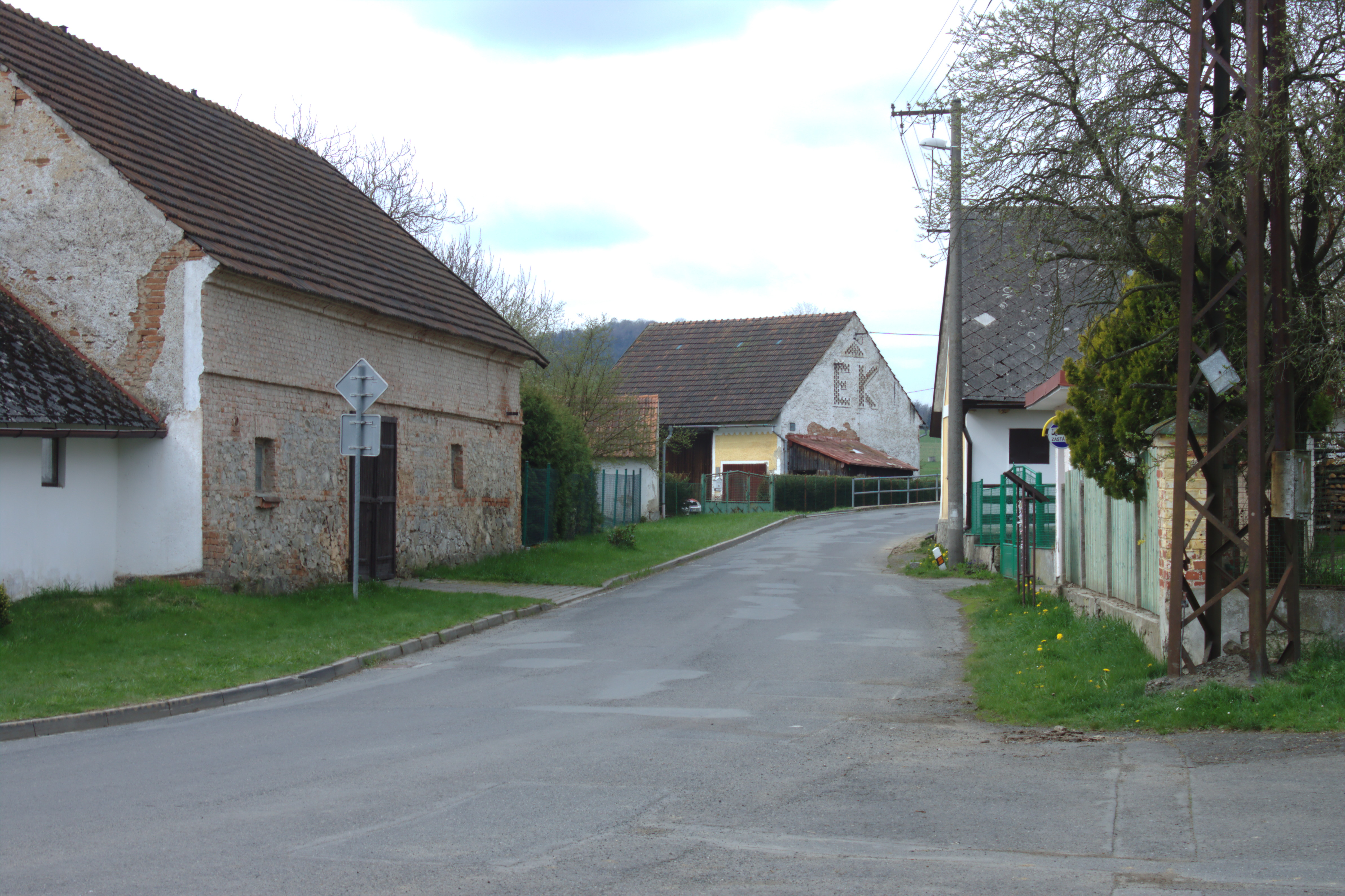
Náves v Němčicích
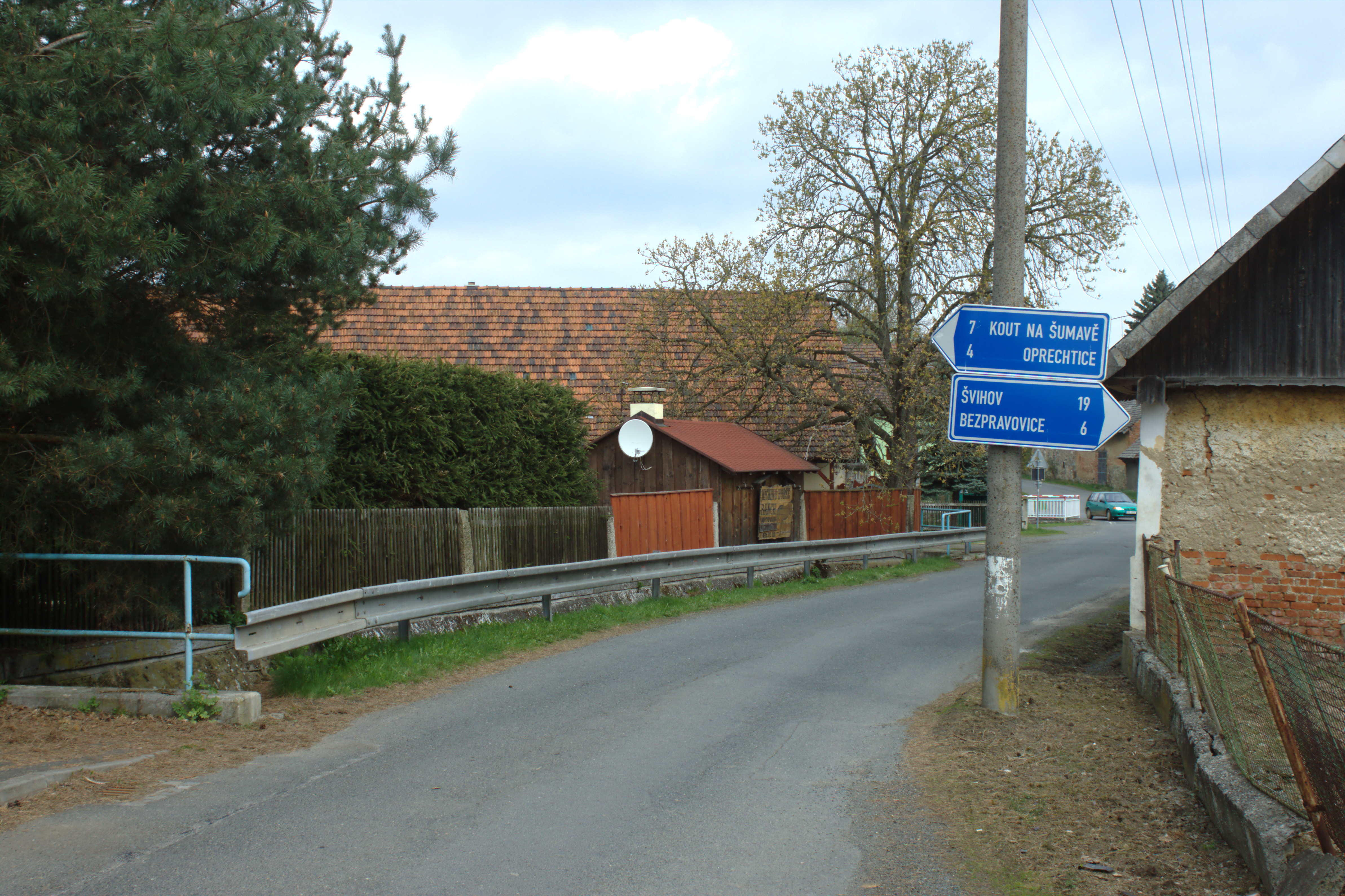
Křižovatka v centru Němčic
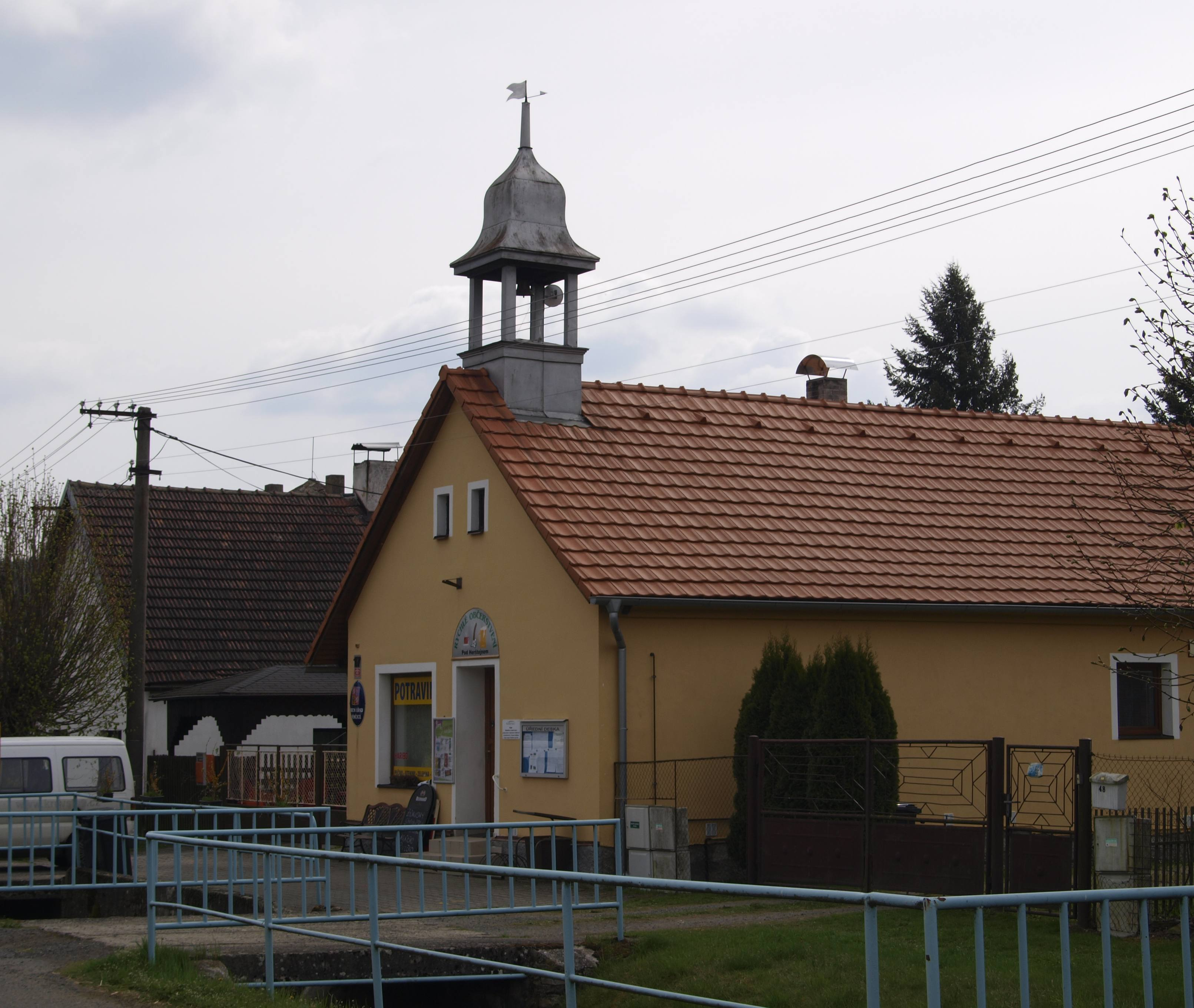
Obecní úřad
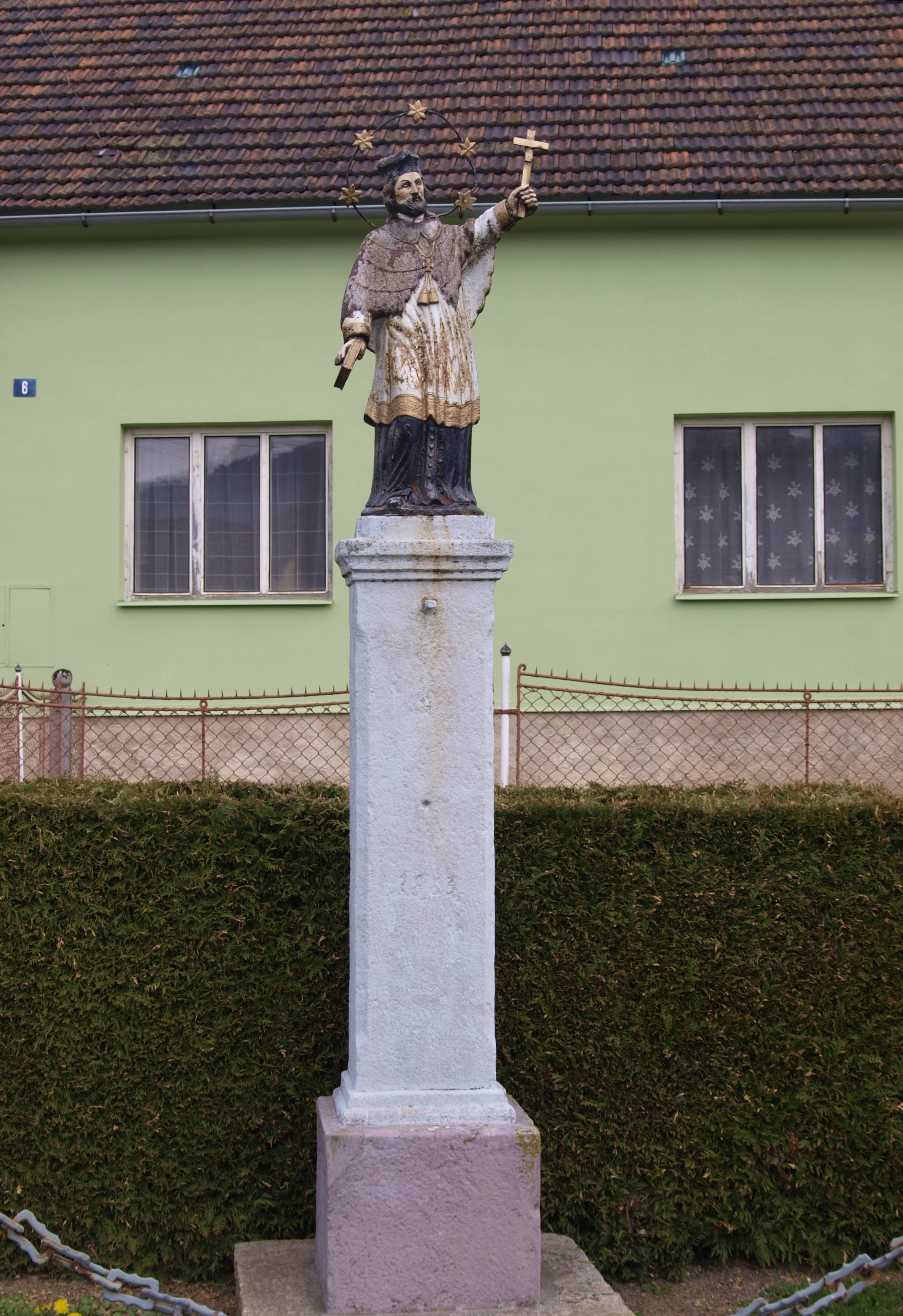
Polychromovaná socha svatého Jana Nepomuckého
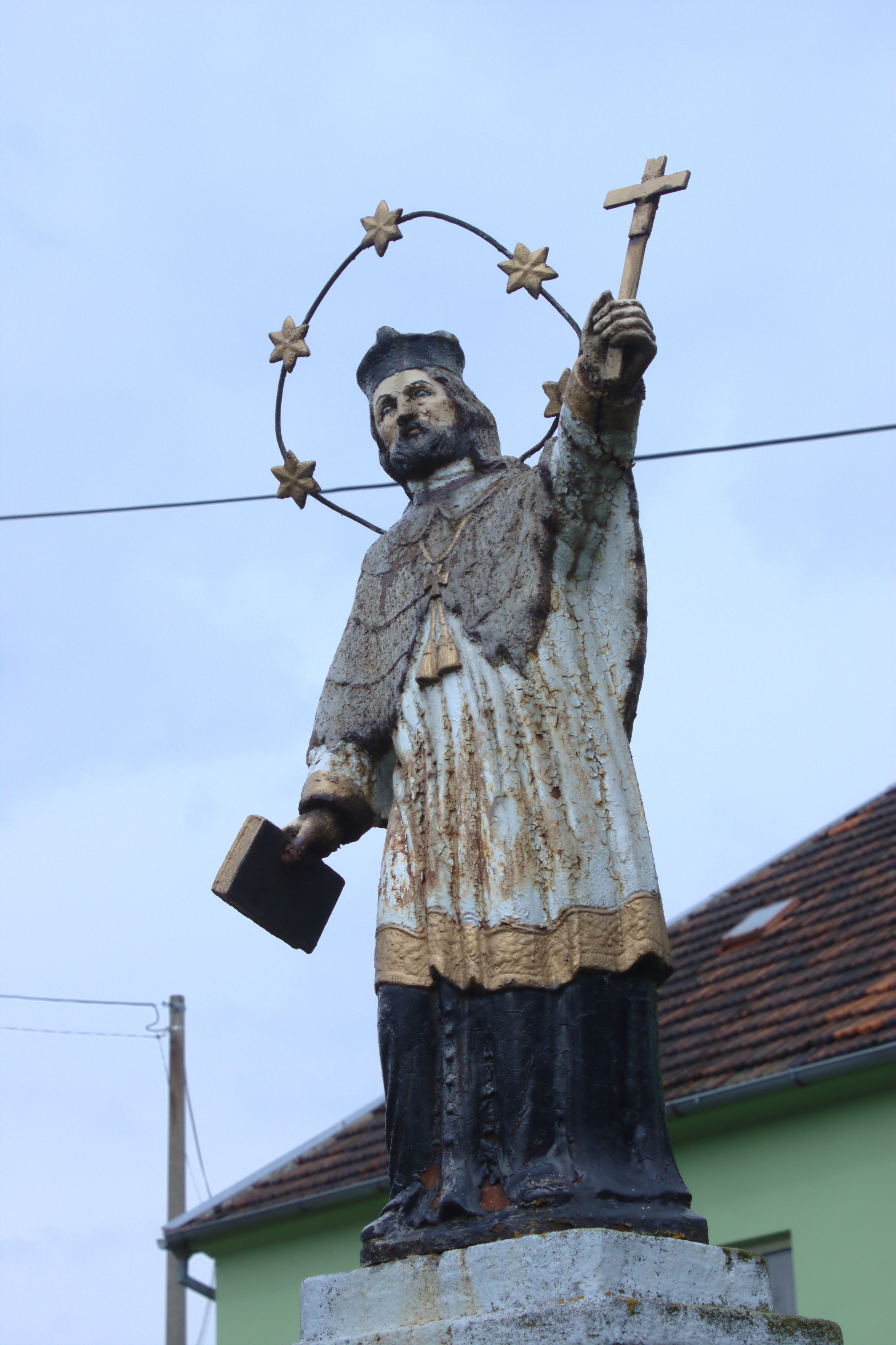
Detail sochy